# Stavîșce, Dunaiivți
Stavîșce (în ucraineană Ставище) este o comună în raionul Dunaiivți, regiunea Hmelnîțkîi, Ucraina, formată numai din satul de reședință.

## Demografie
Componența lingvistică a comunei Stavîșce
     Ucraineană (98,79%)
     Rusă (1,21%)
Conform recensământului din 2001, majoritatea populației comunei Stavîșce era vorbitoare de ucraineană (98,79%), existând în minoritate și vorbitori de rusă (1,21%).